# Hosackia rosea
Hosackia rosea är en ärtväxtart som beskrevs av Alice Eastwood. Hosackia rosea ingår i släktet Hosackia och familjen ärtväxter. IUCN kategoriserar arten globalt som livskraftig. Inga underarter finns listade i Catalogue of Life.